# 원북면
원북면(遠北面)은 대한민국 충청남도 태안군의 면이다.

## 행정 구역
- 대기리
- 동해리
- 마산리
- 반계리
- 방갈리
- 신두리
- 양산리
- 이곡리
- 장대리
- 청산리
- 황촌리